# Kraina Wielkich Jezior Mazurskich
Kraina Wielkich Jezior Mazurskich (842.83) – mezoregion, położony w północnej Polsce, obejmujący środkową część Pojezierza Mazurskiego o powierzchni 1732 km², z czego 486 km² zajmują jeziora. Na południu graniczy z Równiną Mazurską, od wschodu z Pojezierzem Ełckim, od północy z Krainą Węgorapy, a od zachodu z Pojezierzem Mrągowskim i Niziną Sępopolską. Jeziora połączone są kanałami mazurskimi. Na lądzie, w większości pokrytym lasem, dominuje krajobraz młodoglacjalny, który został ukształtowany w plejstocenie. Największy wpływ na obecną rzeźbę terenu miała ostatnia faza zlodowacenia bałtyckiego, która zakończyła się ok. 10 tys. lat temu. Cofający się lądolód usypywał położone równoleżnikowo ciągi wzgórz morenowych, zbudowane z glin, żwirów i głazów. W zagłębieniach między wyniesieniami pozostawały wielkie bryły martwego lodu, które wytapiając się pozostawiły misy wytopiskowe. Płynące pod lodem rzeki wypłukały głębokie rynny. Tak powstały jeziora mazurskie, dziś połączone systemem kanałów.
Jest to obszar wyjątkowy zarówno w skali całego kraju, jak i Europy – niezwykle bogaty pod względem przyrodniczym, pełen historycznych zabytków oraz uwielbiany przez miłośników sportów wodnych, wędkarstwa i letników. Wielkie Jeziora Mazurskie słyną z niezliczonych siedlisk rzadkich ptaków. Można obserwować m.in. uważanego za symbol Mazur kormorana, perkoza dwuczubego, łyskę, czaplę oraz łabędzia niemego, najliczniej gniazdującego na jeziorze Łuknajno. Żyją tu również rzadki bocian czarny, kania czarna, orzeł przedni i bielik. Wędrowcy spotykają na swojej drodze wydrę, bobra, żółwia błotnego, łosia oraz wiele gatunków nietoperzy i kolorowych ważek. Szczególną atrakcją na przełomie września i października są rykowiska jeleni.
Ważną rolę w gospodarce regionu odgrywa rybołówstwo, przede wszystkim jednak turystyka i sporty wodne. Głównymi ośrodkami są: Giżycko, Mikołajki, Pisz, Węgorzewo. Znajduje się tu szereg rezerwatów przyrody i Mazurski Park Krajobrazowy.
Największą atrakcją turystyczną Krainy Wielkich Jezior są jeziora tam występujące, w tym największe w Polsce Śniardwy (113,8 km²), Mamry (105 km²), oraz Niegocin, Orzysz, Jagodne, Tałty.

## Jeziora z okolicŚniardw
| Nazwa                    | Powierzchnia        |
| ------------------------ | ------------------- |
| Jez. Zełwążek            | 18 ha (0,18 km²)    |
| Jez. Głębokie            | 47 ha (0,47 km²)    |
| Jez. Płociczno           | 25 ha (0,25 km²)    |
| Jez. Lisunie             | 29 ha (0,29 km²)    |
| Jez. Jezioro Gardyńskie  | 66 ha (0,66 km²)    |
| Jez. Malinówko           | 37 ha (0,37 km²)    |
| Jez. Wesołek             | 22 ha (0,22 km²)    |
| Jez. Nidzkie             | 1431 ha (14,31 km²) |
| Zat. Zamrodzieje Małe    | 150 ha (1,5 km²)    |
| Zat. Zamrodzieje Wielkie | 232 ha (2,3 km²)    |
| Jez. Mikołajskie         | 524 ha (5,24 km²)   |
| Jez. Bełdany             | 944 ha (9,44 km²)   |

## Organizacje ratunkowe
W krainie Wielkich Jezior Mazurskich służbę ratowniczą pełnią głównie 3 podmioty:
- Mazurskie Ochotnicze Pogotowie Ratunkowe (MOPR)
- Wodne Ochotnicze Pogotowie Ratunkowe (WOPR)
- Mazurska Służba Ratownicza Okartowo (MSR)